# Verbandsliga 1906-1907
L'edizione 1906-07 della Verbandsliga vide la vittoria finale del Freiburger FC.
Capocannoniere del torneo fu Philipp Burkart (Freiburger FC), con 4 reti (in due partite).

## Partecipanti
| Squadra                   | qualificata come                                                               |
| SC Schlesien Breslavia    | Campione del Südostdeutschen Fußballverbandes                                  |
| Berliner TuFC Viktoria 89 | Campione del Verbandes Berliner Ballspielvereine                               |
| VfB Lipsia                | Campione del Verbandes Mitteldeutscher Ballspielvereine e detentore del titolo |
| FC Victoria Amburgo       | Campione del Norddeutschen Fußball-Verbandes                                   |
| Düsseldorfer FC 99        | Campione del Rheinisch-Westfälischen Spielverbandes                            |
| Freiburger FC             | Campione del Verbandes Süddeutscher Fußballvereine                             |

## Fase finale

### Quarti di finale
| Düsseldorfer FC 99 | 1 – 8 | FC Victoria Amburgo |

| Berliner TuFC Viktoria 89 | 2 – 1 | SC Schlesien Breslavia |

Freiburger FC e VfB Lipsia qualificate automaticamente alle semifinali

### Semifinali
| Freiburger FC | 3 – 2 | VfB Lipsia |

| FC Victoria Amburgo | 1 – 4 | Berliner TuFC Viktoria 89 |

### Finale
| Freiburger FC | 3 – 1 | Berliner TuFC Viktoria 89 |

## Verdetti
- Freiburger FC campione dell'Impero Tedesco 1906-07.